# Cardioglossa leucomystax
Cardioglossa leucomystax là một loài ếch thuộc họ Arthroleptidae.
Loài này có ở Cameroon, Cộng hòa Congo, Cộng hòa Dân chủ Congo, Bờ Biển Ngà, Guinea Xích Đạo, Gabon, Ghana, Guinea, Liberia, Nigeria, và có thể cả Angola.
Môi trường sống tự nhiên của chúng là rừng ẩm vùng đất thấp nhiệt đới hoặc cận nhiệt đới, vùng núi ẩm nhiệt đới hoặc cận nhiệt đới, sông ngòi, và rừng thoái hóa nghiêm trọng.
Chúng hiện đang bị đe dọa vì mất nơi sống.

## Hình ảnh

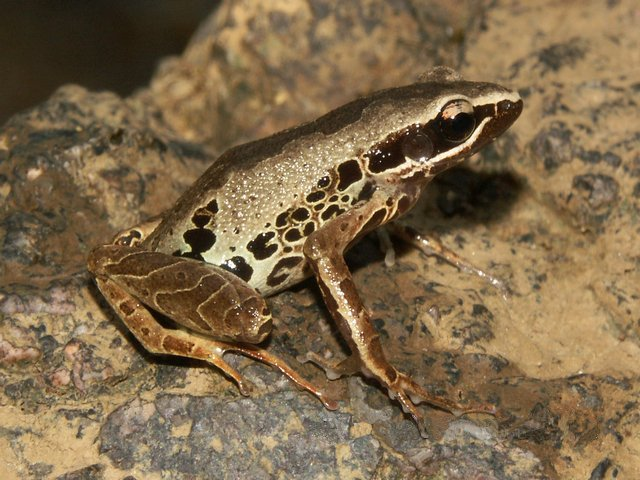
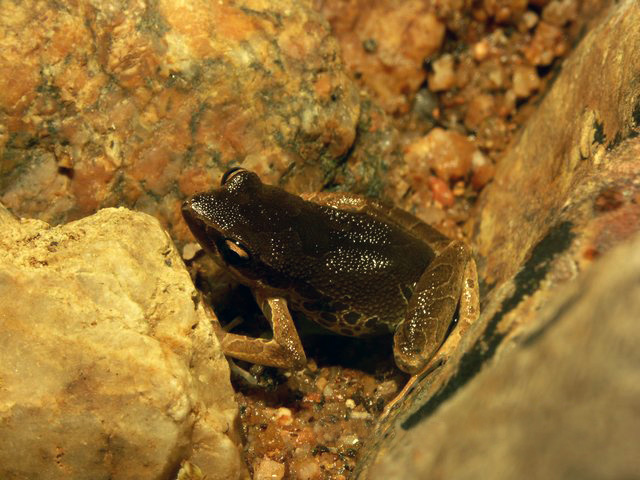
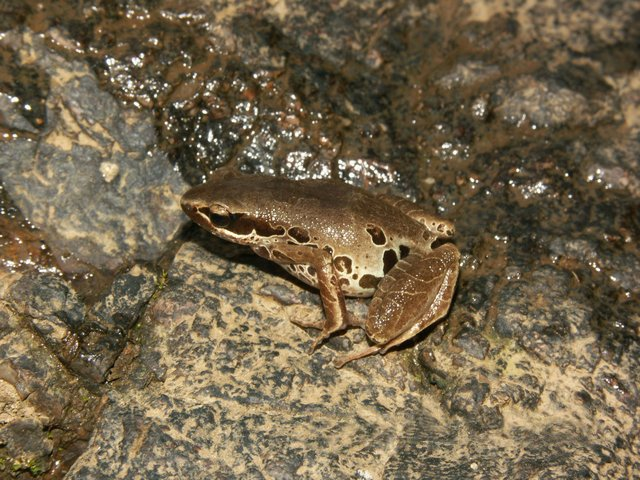
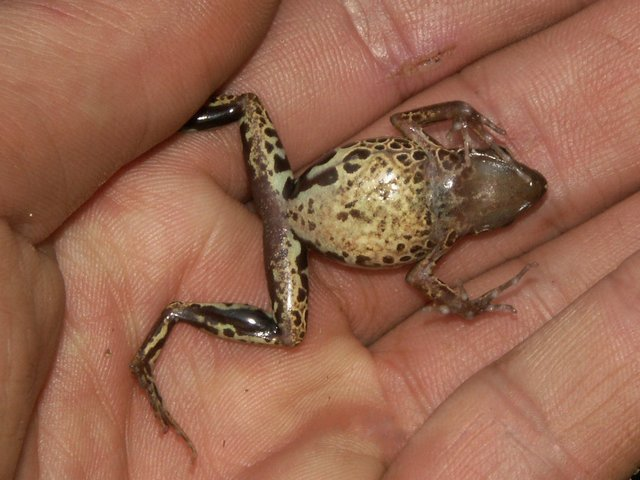